# Стенбок, Пётр Михайлович
Граф Пётр Михайлович Сте́нбок (1869—1931) — генерал-майор русской императорской армии из эстонской ветви рода Стенбоков, владевшего имением Кольк.

## Биография
Родился 11 апреля 1869 года в семье графа Михаила Стенбока (1837, Нарва — 1910, Тарту) и Марии Григорьевны Перемыкиной (1845—1923). Общее образование получил в Николаевском кадетском корпусе. В службу вступил 1 сентября 1889 года юнкером рядового звания в Николаевское кавалерийское училище. Выпущен корнетом 10 августа 1890 года в 41-й драгунский Ямбургский полк с прикомандированием к лейб-гвардии Гусарскому полку. Поручик — 5.08.1895, штабс-ротмистр — 6.12.1896. С 14 марта 1900 — обер-офицер для особых поручений при военном министре. Ротмистр — 6.12.1900.
Участвовал в русско-японской войне. Был адъютантом командующего Маньчжурской армией (с 15.03.1904). Войсковой старшина — (2.11.1904). Командовал 8-м Сибирским казачьим полком (6.11.1904 — 10.03.1906). 20 декабря 1904 года за боевое отличие произведён в полковники. 
С 10 марта 1906 года прикомандирован к канцелярии военного министра; с 14 марта 1907 года состоял при военном министре. Командир 2-го лейб-гвардии Павлоградского полка (с 03.05.1908). В 1911 году вышел в отставку с чином генерал-майора.
30 июля 1914 года, после начала 1-й мировой войны, возвращён на службу тем же чином c назначением командиром бригады Уральской казачьей дивизии (до октября 1916); затем — командир 1-й бригады 16-й кавалерийской дивизии. После 1917 года жил в Эстонии.
Скончался 31 июля 1931 года в своём имении Кольк.

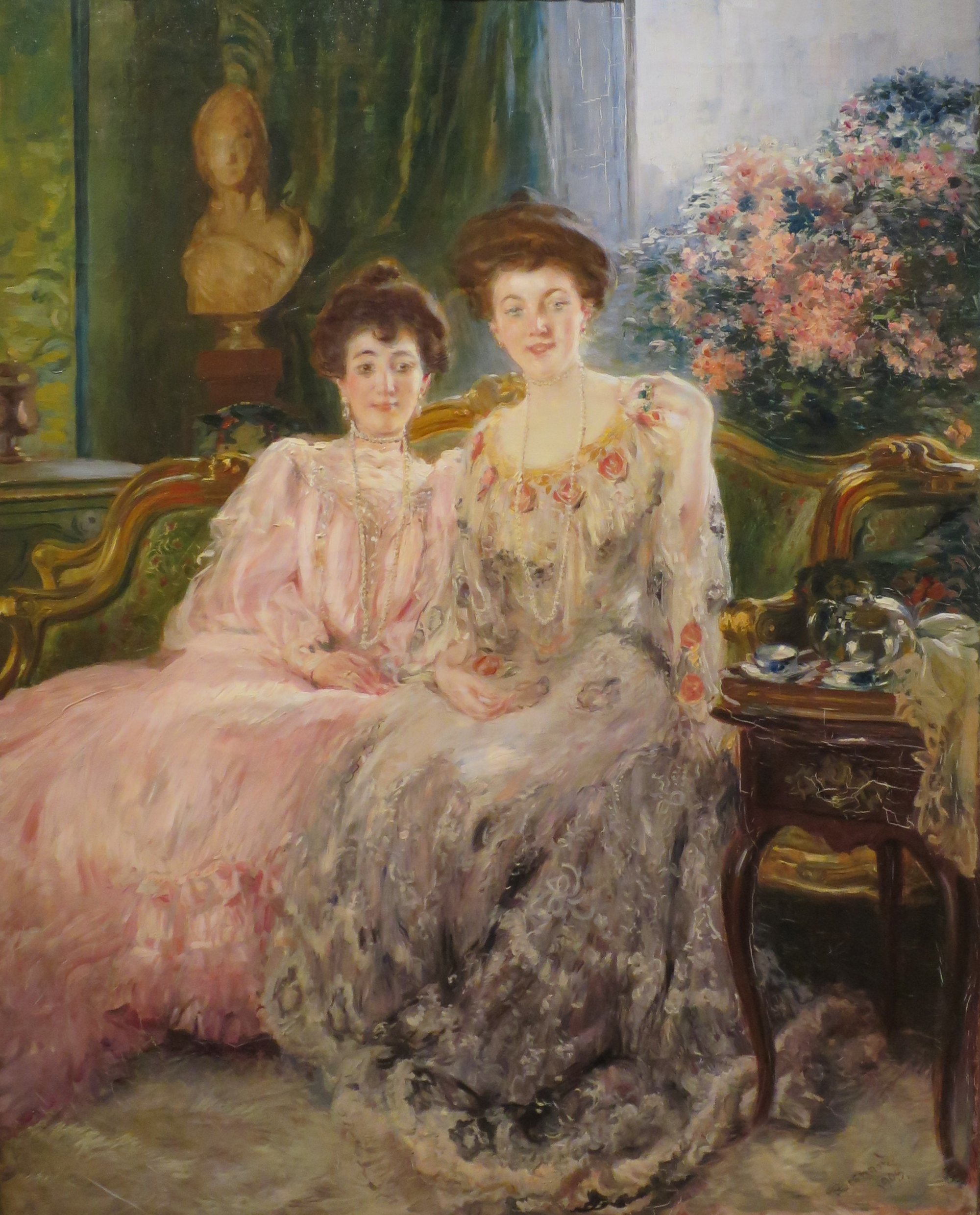
А. Бенар. Портрет сестёр Харитоненко. 1903
(княгиня Е. П. Урусова и графиня Н. П. Стенбок)

## Награды
- Орден Святого Георгия 4-й ст. (1904)
- Орден Святого Станислава 2-й ст. с мечами (1904)
- Золотое оружие «За храбрость» (27.03.1906)[5].
- Орден Святой Анны 2-й ст. с мечами (1906)
- Орден Святого Владимира 4-й ст. с мечами и бантом (1907)
- Орден Святого Владимира 3-й ст. (1909)
- Мечи к Ордену Святого Владимира 3 ст. (28.02.1915)
- Орден Святого Станислава 1-й ст. с мечами (30.04.1915)
- Орден Святой Анны 1-й ст. с мечами (16.08.1915)
- Мечи и бант к Ордену Святой Анны 3-й степени (29.07.1916)

## Семья
Стенбок был женат, с 11 апреля 1900 года, на Наталье Павловне (1880—1939?), второй дочери П. И. Харитоненко, и имел двух дочерей-близнецов, родившихся 8 июня 1901 года — Ирину и Веру ().
В 1907 году супруги разошлись; 14 июля 1913 года он женился на Мадлен Гранье.